# شانيا جريمز
شانيا جريمز (بالإنجليزية: Shenae Grimes)‏ مواليد 24 أكتوبر 1989 في تورونتو، أونتاريو، كندا، هي ممثلة كندية بدأت مسيرتها الفنية عام 2004.

## الأعمال

### أفلام
- سكريم 4 (فيلم)
- السكر (فيلم)

### مسلسلات
- 90210 (مسلسل تلفزيوني)
- ذا هيلز
- بانكد

## روابط خارجية
- شانيا جريمز على موقع IMDb (الإنجليزية)
- شانيا جريمز على موقع ميتاكريتيك (الإنجليزية)
- شانيا جريمز على موقع روتن توميتوز (الإنجليزية)
- شانيا جريمز على موقع قاعدة بيانات الأفلام العربية
- شانيا جريمز على موقع ألو سيني (الفرنسية)
- شانيا جريمز على موقع تيرنر كلاسيك موفيز (الإنجليزية)
- شانيا جريمز على موقع أول موفي (الإنجليزية)
- شانيا جريمز على موقع قاعدة بيانات الأفلام السويدية (السويدية)
- شانيا جريمز على موقع إن إن دي بي (الإنجليزية)
- شانيا جريمز على موقع قاعدة بيانات الفيلم (الإنجليزية)